# Port lotniczy Wad Madani
Port lotniczy Wad Madani (IATA: DNI, ICAO: HSWD) – port lotniczy położony w Wad Madani, w Sudanie.